# 남극의 코로나19 범유행
남극은 코로나19 범유행으로 인한 코로나바이러스감염증-19에 감염된 확진자가 없는 유일한 대륙이었으나, 2020년 12월 22일 남극의 칠레 기지에서 58명의 코로나19 확진자가 발생하였다.

## 배경
2020년 1월 12일, 세계보건기구(WHO)는 2019년 12월 31일부터 중화인민공화국 후베이성 우한시에서 일어난 사람들의 집단 호흡기 증상이 신종 코로나바이러스와 관련이 되어 있다는 것을 확인하였다.
신종 코로나바이러스는 치명률은 2003년에 유행한 사스 유행 때보다는 낮으나, 전염성이 SARS보다 월등히 강하여, 총 사망자 수가 SARS를 넘게 되었다.

## 남극
남극 연구소에 오는 사람들은 자가 격리와 코로나19 검사를 받아야 한다. 호주와 독일의 남극 연구소는 인공호흡기를 보유하고 있으며, 미국과 영국의 연구소에 인공호흡기가 있는지에 대한 여부는 확인이 아직 되지 않았다. 또한 영국 남극 조사국은 예방 조치를 시행하였다.
남극 대륙에 기지를 두고 있는 나라는 대한민국을 포함한 29개국으로, 40여 곳의 베이스와 연구센터가 있다. 이후 코로나19 범유행의 영향이 점점 커지면서 남극 내에서도 사회적 거리두기 등이 진행되었다. 이후 대한민국은 아라온호를 통하여 월동연구대 35명을 포함한 84명의 승무원을 태우고 2020년 10월 남극으로 출발하였다.
코로나19 전염병이 여행에 미치는 영향은 대륙에서 영국 남극 조사 요원을 대피시키는 것과 합병증을 일으켰다.
2020년 4월, 남극으로 향하는 크루즈선 그레그 모티머호에서 승객의 60%가 코로나19에 대해 양성 반응을 보였다. 시간이 지나면서 80%까지 그 인원이 확대되었으며, 대부분의 확진자는 무증상 감염자였다. 이후 크루즈선은 우루과이의 몬테비데오 항구로 들어왔고, 승객들은 배에서 내리고, 버스를 통해 국제공항까지 이동하게 된다.
2020년 4월 14일, 남극은 스켈레톤 승무원만이 있으며, 방문객의 방문은 제한되어 있고, 비필수적인 인원에 대해 철수 조치를 시켰다. 이에 과학 연구에 영향을 미치게 되었다. 킹조지섬에 있는 칠레의 남극 해군기지는 최소 인원만 남기고 나머지를 모두 철수시켰다. 우루과이에서는 대원의 수를 19명에서 9명으로 줄였다. 또한 남미 등 다른 대륙에서 남극으로 오는 물자는 반드시 소독을 거쳐야 한다.
2020년 중반에 계획됐던 남극 대륙에 관한 여러 회의가 취소되었다.
2020년 12월 22일 남극의 칠레 오이긴스 기지에서 군인 26명과 관리원 10명 등 36명이 코로나19 확진 판정을 받았다.

## 같이 보기
- 나라별 코로나19 범유행